# Ceccardo Roccatagliata Ceccardi
Ceccardo Roccatagliata Ceccardi (né le 6 janvier 1871 à Gênes et mort le 3 août 1919 dans la même ville) est un poète et écrivain italien.
D'abord inspirée par Giosuè Carducci, son œuvre lyrique subit ensuite l'influence de Gabriele d'Annunzio, de Giovanni Pascoli et des symbolistes français pour s'inscrire dans le mouvement décadent européen. Dans un article de la Gazzetta livornese de 1898, Roccatagliata se définit lui-même comme « un frère lointain de Tristan Corbière et de Rimbaud et un petit cousin de Verlaine ».
Sa poésie, remarquable notamment par son évocation élégiaque des paysages de Ligurie, a influencé toute la poésie ligure, de Camillo Sbarbaro à Eugenio Montale, ce dernier le surnommant « le père du chant de la terre ligure ».

## Biographie
Alors que son père Lazzaro Roccatagliata (né en 1837) est un propriétaire d'origine modeste, sa mère Giovanna Battistina Ceccardi est issue de l'aristocratie - la famille Ceccardi est originaire de d'Ortonovo en Lunigiane. En 1878, la naissance de leur deuxième enfant Luigi (né le 12 octobre), les disputes avec son mari qui dilapide la fortune familiale, obligent sa mère Giovanna à retirer avec ses deux enfants sur les terres d'Ortonovo, pendant que son mari reste à Gênes. Dans une situation financière précaire, sa mère initie cependant Ceccardo à la poésie, notamment aux poètes anglais (Shelley, Keats...). Ceccardo poursuit ses études à l'école secondaire de Massa.
Après l'obtention du baccalauréat (1892), il fréquente l'Université de Gênes, pour un cursus de notariat, qu'il abandonne assez rapidement. Il préfère mener une vie agitée, fréquentant le milieu de la Galleria Mazzini, de la Libreria Moderna et du Caffè Roma. En 1895 paraît son premier recueil de poèmes Le livre des fragments (Libro dei frammenti). Il se partage alors entre Gênes et Carrare, collaborant à différentes revues locales. Il finit par se fixer à Carrare pour prendre en 1896 la direction du journal Lo Svegliarino. Durant l'été 1897, il s'éprend d'une jeune femme de Carrare, Gemma Catalani : il en subsiste la correspondance.
De retour à Gênes, il rencontre Francesca Giovannetti qu'il épouse en 1901. L'année suivante, naît leur fils Tristano. À partir de 1903, la famille réside, de manière plus ou moins permanente, à Sant'Andrea Pelago, dans la maison de sa femme. Il publie de nouveaux recueils de poèmes (le Passant, Apua Mater), fonde à Florence le quotidien Il popolo - mais cette publication ne durera pas deux mois... Activiste nationaliste, il crée un Cénacle d'Apua, renommé ultérieurement République d'Apua (1905), dont il est le président, réunissant entre Carrare et Pise des personnalités diverses comme le peintre Lorenzo Viani, le poète Giuseppe Ungaretti, l'écrivain Enrico Pea et l'écrivain et historien Pietro Ferrari.
Lors de la première guerre mondiale, en 1915, il se porte volontaire (comme Alceste De Ambris et Giuseppe Ungaretti). En 1916, dans une situation de plus en plus difficile, il doit encore supporter l'échec de sa pièce Don Quichotte. Le 16 septembre 1918 il est initié en Franc-maçonnerie dans la Loge "Trionfo Ligure - Secolo Nuovo" de Gênes. Sa femme meurt en 1918. Dans une extrême pauvreté, Ceccardo s'éteint l'année suivante, à l'Ospedale di Pammatone de Gênes. Leur fils Tristano meurt à son tour en 1932 à seulement trente ans.

## Œuvres

### Poésie
- Le livre des fragments (Libro dei frammenti) (1895)
- Le passant (Viandante) (1904)
- Apua Mater (1905)
- Sonnets et poèmes (Sonetti e poemi) (1898-1909)
- Syllabes et ombres (Sillabe ed ombre) (post. 1925)

### Théâtre
- Don Quichotte (1916), comédie

### Texte politique
- Des pays de l'anarchie (Dai paesi dell'anarchia) (1894)

### Traduction
- du latin : les Annales de Caffaro (it), annales de la ville de Gênes de 1099 à 1163.

### Correspondance
- avec Gemma Catalini : Lettres à Gemma (avril-septembre 1897) (Lettere a Gemma : aprile-settembre 1897), Massa, Memoranda, 2000, 191 p..

## Sources
- (it) Cet article est partiellement ou en totalité issu de l’article de Wikipédia en italien intitulé « Ceccardo Roccatagliata Ceccardi » (voir la liste des auteurs).
- Il faut ajouter l'article Treccani et la page le concernant sur le site de Sant'Andrea Pelago.